# Freemuse
Freemuse, també coneguda com a Freedom of Music Expression (Llibertat d'Expressió Musical) o The World Forum on Music and Censorship (El Fòrum Mundial sobre Música i Censura), és una organització no governamental internacional amb seu a Copenhaguen, compromesa amb la promoció de la llibertat d'expressió per a músics de tot el món. Entre 2008 i 2017, amb algunes interrupcions, va convocar els Free Muse Awards, un premi atorgat a persones o organitzacions que han treballat per la llibertat d'expressió musical de forma destacable i duradora.

## Free Muse Awards
- 2017: Orquestra de dones d'Afghanistan
- 2016: Lavon Volksi, Belarús
- 2014: Harstad (ciutat noruega)
- 2013: Festival au Desert, Mali
- 2011: Ramy Essam, Egipte
- 2010: Mahsa Vahdat, Iran i Ferhat Tunç, Turquia
- 2009: Pete Seeger, Estats Units
- 2008: Tiken Jah Fakoly, Costa d'Ivori